# Régions et départements du Pérou
Vous lisez un « bon article » labellisé en 2008.
Les régions du Pérou (espagnol : Regiones del Perú) constituent la subdivision administrative de plus haut niveau du Pérou. Au nombre de 26, elles sont composées, depuis 2002, de 24 départements et de 2 provinces à statut spécial, la province constitutionnelle de Callao et la province de Lima, ces départements eux-mêmes subdivisés en provinces, elles-mêmes sous-divisées en districts.
Depuis son indépendance en 1821, le Pérou était divisé en départements (departamentos), mais le pays connaissait un problème de centralisation des pouvoirs économique et politique dans la capitale, Lima. Après plusieurs essais infructueux de décentralisation, les départements furent remplacés par des régions et les premiers gouvernements régionaux furent élus le 20 novembre 2002.
Les 24 départements et la province de Callao sont alors constitués en « régions », en conservant leur dénomination de départements. La province de Lima a été exclue de ce processus et n'appartient à aucune région. À la différence des anciens départements, les régions disposent d'un gouvernement élu et disposent de nombreuses prérogatives. D'après la Loi organique des gouvernements régionaux de 2002 (Ley Orgánica de Gobiernos Regionales), le transfert de différentes compétences du gouvernement central vers les régions est en cours. Un référendum tenu en 2005 et visant à fusionner plusieurs régions se solda par un échec.

## Histoire
Après la déclaration d'indépendance en 1821, le Pérou fut divisé en départements (departamentos), qui passèrent de onze en 1822 à vingt-quatre en 1980 :
| - Amazonas - Ancash - Apurimac - Arequipa - Ayacucho - Cajamarca | - Cuzco - Huancavelica - Huánuco - Ica - Junín - La Libertad | - Lambayeque - Lima - Loreto - Madre de Dios - Moquegua - Pasco | - Piura - Puno - San Martín - Tacna - Tumbes - Ucayali |

Au fur et à mesure que le pouvoir économique et politique se trouva concentré à Lima, la capitale politique du Pérou, plusieurs gouvernements essayèrent de décentraliser le pays, mais eurent peu de succès. La constitution péruvienne de 1979 prévoyait la décentralisation du pouvoir par la création de régions autonomes, mais celles-ci ne virent pas le jour. Durant les dernières années de la présidence d'Alan García (1985-1990), le gouvernement dut se préparer à la perte possible de l'élection présidentielle de 1990 en raison de la crise économique et de la baisse de popularité du gouvernement. Il créa douze régions autonomes le 20 janvier 1989 dans l'espoir de créer des centres de pouvoir alternatifs et de gagner quelques élections à ce niveau. En raison de la rapidité de leur mise en place, ces gouvernements régionaux ne reçurent pas les ressources fiscales nécessaires à leur indépendance et dépendirent donc des fonds alloués par le gouvernement central.
L'élection présidentielle de 1990 fut marquée par le discrédit des partis politiques comme le prouva la victoire d'Alberto Fujimori, un candidat indépendant. Fujimori mit fin aux transferts financiers vers les gouvernements régionaux et les remplaça le 29 décembre 1992 par des Conseils transitoires d'administration régionale (Consejos Transitorios de Administración Regional), désignés par le gouvernement. Après avoir dissous le Congrès durant la crise constitutionnelle de 1992, Fujimori organisa l'élection d'une assemblée constituante qui élabora la constitution de 1993. Ce nouveau texte prévoyait la création de régions dotées de gouvernements autonomes élus mais elles restèrent lettre-morte. Une loi-cadre de décentralisation (Ley Marco de Descentralización) du 30 janvier 1998 pérennisa les conseils transitoires désormais supervisés par le Ministère de la présidence.
Fujimori dut démissionner en novembre 2000 à la suite d'accusations d'autoritarisme, de corruption et de violation des droits de l'homme. Après le gouvernement d'intérim de Valentín Paniagua, Alejandro Toledo fut élu président pour la période 2001-2006 sur la base d'un programme incluant notamment la création de gouvernements régionaux. Le nouveau gouvernement fit promulguer les lois de décentralisation (Ley de Bases de la Descentralización) du 17 juillet 2002 et la Loi organique des gouvernements régionaux (Ley Orgánica de Gobiernos Regionales) du 19 novembre 2002. Celles-ci jetèrent les bases légales des nouvelles subdivisions administratives. Les premiers gouvernements régionaux furent élus le 20 novembre 2002 dans les anciens départements et l'ancienne province constitutionnelle (Provincia Constitucional) de Callao. La province de Lima, dans laquelle se trouve la capitale, fut exclue du processus et ne fait donc partie d'aucune région.
Lors des élections de 2002, l'opposition remporta la plupart des régions. L'APRA en gagna douze, contre une seule pour Pérou possible, le parti présidentiel. La victoire de l'opposition, combinée à l'affaiblissement du gouvernement, fit craindre une crise politique qui ne se produisit pas. Les gouvernements régionaux, trop occupés par les problèmes locaux, ne purent s'impliquer sur le plan national. Les territoires des régions issus des anciens départements étant considérés très petits, les lois de décentralisation autorisent la fusion de régions à condition qu'une majorité des populations concernées l'approuve. Le premier référendum de ce type fut mené le 30 octobre 2005 et les propositions suivantes furent mises au vote :
- Apurímac, Cuzco
- Arequipa, Puno, Tacna
- Ayacucho, Huancavelica, Ica
- Ancash, Huánuco, Junín, Lima, Pasco
- Lambayeque, Piura, Tumbes

Les référendums furent rejetés par le corps électoral de l'ensemble des régions à l'exception de celui d'Arequipa. De nouvelles élections régionales furent tenues le 19 novembre 2006 ; la plupart des régions furent remportées par des mouvements politiques locaux plutôt que par des partis nationaux. L'APRA, qui avait remporté l'élection présidentielle du 2 juin 2006, gagna seulement deux régions, les autres partis nationaux faisant moins bien.

## Gouvernement
D'après la Loi organique des gouvernements régionaux, leurs responsabilités incluent la planification du développement régional, l'exécution des projets d'investissement public, la promotion de l'activité économique et la gestion des biens publics. Les gouvernements régionaux sont composés d'un président et d'un conseil élus pour quatre ans; en outre, il existe un conseil de coordination dont les alcades des provinces font partie et qui est chargé de représenter la société civile. Le prédisent régional est le chef du gouvernement; ses fonctions comprennent l'élaboration du budget, la nomination des membres du gouvernement, la possibilité de gouverner par décrets et résolutions, l'exécution des plans et programmes régionaux et l'administration des propriétés et locations régionales. Le Conseil Régional discute et vote les lois proposées par le président régional. Il surveille tous les officiels de la région et peut destituer le président, ses vice-présidents et tout membre du conseil. Le Conseil de coordination régional a un rôle consultatif sur les questions budgétaires et de planification, mais il ne dispose d'aucun pouvoir exécutif ou législatif.
La Loi organique des gouvernements régionaux prévoit un transfert graduel de responsabilités du gouvernement central vers les régions, à condition que ces dernières soient en mesure de les assumer. Afin de superviser ce processus, les lois de décentralisation ont créé un Conseil National de Décentralisation (Consejo Nacional de Descentralización). Cependant, cette institution a été critiquée pour son bureaucratisme et son inefficacité par le gouvernement d'Alan García, le président du Pérou de 2006 à 2011. Ainsi, le conseil fut dissous le 24 janvier 2007 et remplacé par un Secrétariat à la Décentralisation (Secretaría de Descentralización) qui dépend du bureau du Premier Ministre. Les présidents des régions se réunirent deux mois plus tard à Huánuco et créèrent une Assemblée Nationale des Gouvernements Régionaux (Asamblea Nacional de Gobiernos Regionales) qui vise à coordonner le processus indépendamment du gouvernement central.

## Régions
Les superficies et informations démographiques de la liste suivante sont issues des données officielles de l'Institut National de Statistiques et d'Informatique péruvien (Instituto Nacional de Estadística e Informática, INEI). Les superficies sont arrondies à l'entier le plus proche. Les données démographiques sont basées sur le recensement de 2005 qui s'est tenu du 18 juillet au 20 août 2005. La densité de population est calculée avec une décimale, en nombre d'habitants par kilomètre carré. Les nombres UBIGEO sont des codes utilisés par l'INEI afin d'identifier les subdivisions administratives du pays.
| Région        | ISO | UBIGEO | Capitale         | Superficie (km²) | Population  | Densité de population (/km²) | Blason ou logo | Position |
| ------------- | --- | ------ | ---------------- | ---------------- | ----------- | ---------------------------- | -------------- | -------- |
| Amazonas      | AMA | 01     | Chachapoyas      | +039 249,        | +0389 700,  | +0009,9                      |                |          |
| Ancash        | ANC | 02     | Huaraz           | +035 914,        | +1 039 415, | +0028,9                      |                |          |
| Apurímac      | APU | 03     | Abancay          | +020 896,        | +0418 882,  | +0020,                       |                |          |
| Arequipa      | ARE | 04     | Arequipa         | +063 345,        | +1 140 810, | +0018,                       |                |          |
| Ayacucho      | AYA | 05     | Ayacucho         | +043 815,        | +0619 338,  | +0014,1                      |                |          |
| Cajamarca     | CAJ | 06     | Cajamarca        | +033 318,        | +1 359 023, | +0040,8                      |                |          |
| Callao        | CAL | 07     | Callao           | +000147,         | +0810 568,  | +5 514,8                     |                |          |
| Cuzco         | CUS | 08     | Cuzco            | +071 986,        | +1 171 503, | +0016,3                      |                |          |
| Huancavelica  | HUV | 09     | Huancavelica     | +022 131,        | +0447 054,  | +0020,2                      |                |          |
| Huánuco       | HUC | 10     | Huánuco          | +036 849,        | +0730 871,  | +0019,8                      |                |          |
| Ica           | ICA | 11     | Ica              | +021 328,        | +0665 592,  | +0031,2                      |                |          |
| Junín         | JUN | 12     | Huancayo         | +037 667,        | +1 091 619, | +0029,                       |                |          |
| La Libertad   | LAL | 13     | Trujillo         | +025 500,        | +1 539 774, | +0060,4                      |                |          |
| Lambayeque    | LAM | 14     | Chiclayo         | +014 231,        | +1 091 535, | +0076,7                      |                |          |
| Lima          | LIM | 15     | Huacho           | +034 802,        | 8 445 211   | +0223,2                      |                |          |
| Loreto        | LOR | 16     | Iquitos          | +368 852,        | +0884 144,  | +0002,4                      |                |          |
| Madre de Dios | MDD | 17     | Puerto Maldonado | +085 301,        | +0092 024,  | +0001,1                      |                |          |
| Moquegua      | MOQ | 18     | Moquegua         | +015 734,        | +0159 306,  | +0010,1                      |                |          |
| Pasco         | PAS | 19     | Cerro de Pasco   | +025 320,        | +0266 764,  | +0010,5                      |                |          |
| Piura         | PIU | 20     | Piura            | +035 892,        | +1 630 772, | +0045,4                      |                |          |
| Puno          | PUN | 21     | Puno             | +066 997,        | +1 245 508, | +0018,6                      |                |          |
| San Martín    | SAM | 22     | Moyobamba        | +051 253,        | +0669 973,  | +0013,1                      |                |          |
| Tacna         | TAC | 23     | Tacna            | +016 076,        | +0274 496,  | +0017,1                      |                |          |
| Tumbes        | TUM | 24     | Tumbes           | +004 046,        | +0191 713,  | +0047,4                      |                |          |
| Ucayali       | UCA | 25     | Pucallpa         | +101 831,        | +0402 445,  | +0004,                       |                |          |

### Sources
- (en) BBC News. Fujimori: Decline and fall. 20 novembre 2000.
- (es) [PDF] Declaración de Huánuco. 20 mars 2007.
- (es) [PDF] Decreto Supremo No 007-2007-PCM. 24 janvier 2007.
- (es) Instituto Nacional de Estadística e Informática. Banco de Información Distrital.
- (es) [PDF] Ley No 27783, Ley de Bases de la Descentralización. 17 juillet 2002.
- (es) [PDF] Ley No 27867, Ley Orgánica de Gobiernos Regionales. 16 novembre 2002.
- (es) Monge, Carlos. "Los gobiernos regionales del periodo 2003–2006: la primera promoción que se gradúa de la descentralización". Quehacer 163: 33–36 (November–December 2006).
- (es) Oficina Nacional de Procesos Electorales, Elecciones Regionales y Municipales 2006.
- (es) Oficina Nacional de Procesos Electorales, Referendum para la Integracion y Conformacion de Regiones 2005.
- (es) Oficina Nacional de Procesos Electorales. Resultados regionales.
- (en) O'Neill, Kathleen. Decentralizing the State: elections, parties, and local power in the Andes. Cambridge: Cambridge University Press, 2005.
- (en) Schönwälder, Gerd. Linking civil society and the State: urban popular movements, the Left and local government in Perú, 1980–1992. Pennsylvania: The Pennsylvania State University Press, 2002.
- (en) The New York Times. "Opposition Party Makes Strong Showing in Peru Election". 18 novembre 2002.